# Louis von Adelsheim
Louis Ferdinand von Adelsheim von Ernest (* 1953 in Gartow, heimatberechtigt in Bern) ist ein deutsch-schweizerischer Künstler.

## Leben
Louis von Adelsheim entstammt dem Adelsgeschlecht von Adelsheim, wuchs im Wendland auf und beendete seine Schulzeit nach Aufenthalten in Internaten (Schule Schloss Salem und Odenwaldschule) mit dem Abitur in Berlin 1973. Während seiner Zeit beim Militär sammelte er als Kameramann für den Schweizer Armeefilmdienst erste Erfahrungen mit dem Medium Video.
Ende der 70er Jahre arbeitet Louis von Adelsheim mit und für den Schauspieler und Komiker Philipp Sonntag, an dessen erstem Soloprogramm Comical, das in München 1980 erstaufgeführt wurde.
Mehrere Besuche des bekannten Ashrams im indischen Pune begründeten das Interesse des Künstlers an der Philosophie Oshos, das in Zeitstrukturen und meditativer Stimmung späterer Video-Arbeiten seinen Ausdruck findet.
Mitte der 80er Jahre lernt Adelsheim den bekannten aus Chile stammenden Psychiater, Gestalttherapeut und Lehrer für Meditation, Claudio Naranjo kennen, mit dem er zusammen einen Film über den Künstler Totila Albert drehte.
Prägend war die Zusammenarbeit mit Hellmuth Costard, der zu den Regisseuren des Neuen Deutschen Films gehörte. Für Costard hat von Adelsheim zwischen 1983 und 1986 regelmäßig als Assistent gearbeitet und sich in dieser Zeit auch zum Kameramann ausgebildet. So wirkte er an Costards und Jürgen Eberts experimentellem Film Echtzeit (1983) mit. Als Co-Regisseure realisierten von Adelsheim und Costard den 1996 vom ZDF und Arte veröffentlichten Dokumentarfilm Das Wunder von Chile, der den Kampf um die Erhaltung des chilenischen Regenwalds thematisiert.
Zusammen mit dem Musiker Ralf Schultze gründete von Adelsheim 1983 das Sekretariat für Gegenwart in Bern, als Forum für die Entwicklung experimenteller Film-, und Videokunst.
Als Kameramann war von Adelsheim auch im Rahmen seines Aufenthalts in New York in den 1980er Jahren tätig, von wo aus er als freier Mitarbeiter für das Schweizer Fernsehen arbeitete. Zur selben Zeit macht er mehrere Videos für und über Künstler wie Stefan Roloff oder Bruce McLean. In den 1990er Jahren folgten mehrere NDR extra3 Beiträge und 2003 führte er die Kamera für Stefan Roloffs Dokumentarfilm Die rote Kapelle über die gleichnamige Widerstandsgruppe im Dritten Reich (Rote Kapelle).
Ab den späten 1980er Jahren lebte und arbeitete er immer wieder in Chile und knüpfte dort intensive Kontakte zur Kulturszene des Landes.
Seit den 1990er Jahren arbeitet von Adelsheim auch als Maler, dessen Bilder von Expressivität, Humor und intensiver Farbgebung gekennzeichnet sind.
Nach dem Tod seines Vaters im Jahr 1998 übernahm von Adelsheim dessen Grundbesitz und Forstbetrieb in Baden-Württemberg. Manuela Reicharts Film von 2009, bei dem er auch die Kamera übernahm, dokumentiert unter anderem den Besuch seiner Mutter im Alter von über 90 Jahren in ihrem Heimatort in Pommern.
Der Künstler ist der Vater der deutsch-chilenischen Schauspielerin Cleo von Adelsheim und lebt in Bern.

## Videokunst
Früh setzte Louis von Adelsheims Interesse an innovativen Formen der visuellen Darstellung ein. In den 1980er Jahren entstanden, im Rahmen der Arbeit im Sekretariat für Gegenwart, bereits eine Reihe von Kunstwerken, die sich durch einen neuartigen Einsatz der Video-Technik auszeichnen. Zu den wichtigsten gehört die 1987 in Bern gezeigte Installation Der elektronische Mensch, die eine aus zahlreichen Monitoren zusammengesetzte Menschengestalt darstellt. In den späten 1990er Jahren führten die neuen technischen Möglichkeiten dazu, dass von Adelsheim Monitore durch Leinwände mit Beamer-Projektionen ersetzte.
In dieser bis heute für seine Kunst charakteristischen Produktionsform konnte von Adelsheim im Jahr 2001 in einer vom Westwendischen Kunstverein in Gartow veranstalteten Ausstellung eine große Werkschau präsentieren, die zum Teil ein Jahr später auch in Santiago de Chile zu sehen war. Zu den gezeigten Arbeiten gehörte die bis heute mehrfach überarbeitete Installation Ein Blick in die Unendlichkeit, die an die Rückwand projizierte Filmaufnahmen in einem an allen vier Seiten mit Spiegeln verkleideten Raum in unendlicher Vervielfältigung erleben lässt. Realisiert wurde die komplexe Raumkonstruktion in enger Zusammenarbeit mit dem Konstrukteur Marc Oliver Dörfel, der über viele Jahre hinweg zahlreiche Installationen für von Adelsheims Ausstellungen baute und dabei maßgeblich zur ästhetischen und technischen Umsetzung der Werke beitrug.
Bevor „Interaktivität“ und „Immersion“ zu einflussreichen Begriffen in der Kunstwelt wurden, nahm von Adelsheim Elemente dieser Darstellungsformen bereits in seine Werke auf. Bezeichnend ist in diesem Zusammenhang die Ich-Installation, die 2004 zum ersten Mal, ebenfalls in Gartow, präsentiert wurde. Bei dieser Arbeit wird ein Foto der Betrachterin beziehungsweise des Betrachters in die Projektion eines indischen Trauerrituals integriert. Bei anderen Kunstwerken, bei denen Filmprojektionen mit plastischen Objekten im Raum interagieren, könnte man im übertragenen Sinne von Effekten der „Augmented Reality“ sprechen.
Die bis dahin umfangreichste Präsentation der Video-Arbeit von Adelsheims und den Konstruktionen von Marc Oliver Dörfel, bot 2012 die Ausstellung Movimientos (Bewegungen) im Museo de Arte Contemporáneo in Santiago, die wie die 2018 am selben Ort folgende Schau Los Muros de Chile (Die Mauern von Chile) vom Círculo de Críticos de Arte als beste internationale Ausstellung des Jahres in Chile ausgezeichnet wurde. In beiden Fällen stattete von Adelsheim alle Räume des für die zeitgenössische Kunst des Landes zentralen Museums mit seinen Installationen und Projektionen aus. Movimientos  umfasste Arbeiten wie die erwähnten Spiegel- und Ich-Installationen, aber auch neue Kunstwerke. Der gemeinsam mit der Schriftstellerin Andrea Brandes konzipierten Ausstellung Los Muros de Chile gingen mehrjährige Recherchen über den Strafvollzug und Filmaufnahmen in Gefängnissen sowohl in Deutschland als auch in Chile voraus. Das Thema hatte von Adelsheim bereits 2013 in der Ausstellung Innen ist Außen verarbeitet und Gespräche mit Inhaftierten und Szenen aus ihrem Leben an die Außenmauer der Justizvollzugsanstalt Adelsheim projiziert.
In Los Muros de Chile wurden gesellschaftliche und politische Konflikte nicht dokumentarisch reproduziert, sondern durch die Einbindung in Wiederholungsstrukturen, Untermalung mit zeitgenössischer Musik, surreale Momente und utopische Ausblicke in einer symbolischen Dimension verortet. Die von Gesprächsveranstaltungen mit Sozialwissenschaftlern, Künstlern und Politikern ergänzte Ausstellung rief breite gesellschaftliche Resonanz hervor.
Große Beachtung finden neben der Arbeit in Chile auch die Kunstschauen von Adelsheims in Baden-Württemberg. Zwischen 2005 und 2017 realisierte der Verein Adelsheim leuchtet im Sommer, oft zusätzlich auch im Winter, Ausstellungen im Adelsheimer Schlosspark, die meistens einem politischen oder gesellschaftlichen Thema (Urbanität, Ökologie, Flüchtlingskrise) gewidmet sind. An den Veranstaltungen, die im Sommer von der Nacht der 10000 Lichter abgeschlossen wird, beteiligt sich auch die Bürgerschaft der Stadt.
Nachdem die Reihe auch wegen der Corona-Pandemie für einige Jahre unterbrochen werden musste, konnte sie im Sommer 2022 mit der Ausstellung Zwischen den Zeiten fortgesetzt werden. 2008 erhielt die Ausstellungsreihe das Prädikat Ort im Land der Ideen von der Bundesregierung und Bundesverband der Deutschen Industrie.

## Ausstellungen (Auswahl)
- 1980: Die Scherbenpyramide. Mit Alfredo el Loco, Bern
- 1981: Der elektronische Grabstein. Atelier Olah, Köln
- 1984: Der elektronische Altar. Galerie Ascan Crone, Hamburg
- 1986: Die totalitäre Überwachung. Mit Stefan Roloff, Burgdorf
- 1987: Der elektronische Mensch. Galerie Righetti, Bern
- 1988: Die elektronische Sonne. Galerie am Rosenweg, Bern
- 1989: Die Erleuchtungsmaschine. Galerie Chalet Muri, Bern
- 2001: Ein Blick in die Unendlichkeit. Westwendischer Kunstverein, Gartow
- 2005: Werkschau. Adelsheim Leuchtet, Adelsheim[12][13]
- 2005: Rom leuchtet in Adelsheim. Adelsheim Leuchtet, Adelsheim[14]
- 2006: Wasser und Licht. Adelsheim Leuchtet, Adelsheim[15]
- 2006: Innen ist aussen. Adelsheim Leuchtet, Adelsheim[16]
- 2007. Augenblicke. Adelsheim Leuchtet, Adelsheim[17]
- 2007: Merkel Mugabe. Adelsheim Leuchtet, Adelsheim
- 2007: Es brennt in Adelsheim. Adelsheim Leuchtet, Adelsheim
- 2008: Ströme. Adelsheim Leuchtet, Adelsheim[18][19]
- 2008: Im Schnitt: schwarz weiss. Adelsheim Leuchtet, Adelsheim
- 2009: Am offenen herzen. Adelsheim Leuchtet, Adelsheim[20]
- 2009: Glückliche Reise. Adelsheim Leuchtet, Adelsheim[21]
- 2010: Semana Suiza. Museo de Arte Contemporáneo (MAC), Santiago de Chile
- 2010: In Bewegung. Adelsheim Leuchtet, Adelsheim[22]
- 2010: Alle meine Tiere. Adelsheim Leuchtet, Adelsheim[23]
- 2011: Chaos Mauer Werk. Adelsheim Leuchtet, Adelsheim[24]
- 2012: Vorgestern. Adelsheim Leuchtet, Adelsheim[25]
- 2012: Aqui no hay nada. Galerie Patricia Ready, Santiago de Chile
- 2012: Movimentos. Museo de Arte Contemporáneo (MAC), Santiago de Chile[26][27][28]
- 2013: Innen ist aussen. Justizvollzugsanstalt Adelsheim, Adelsheim[29]
- 2013: Atamafasajaramorgana, (Atacama). Adelsheim Leuchtet, Adelsheim[30][31]
- 2013: Schmelzpunkt. Adelsheim Leuchtet, Adelsheim[32][33]
- 2014: Illumination auf Gleisen. Mosbacher Sommer, Mosbach[34]
- 2014: Engel und schwebende Steine. Adelsheim Leuchtet, Adelsheim[35]
- 2014: My Landscape is your Landscape. Westwendischer Kunstverein, Gartow[36]
- 2015: Samsara, Erinnerungen an die Gegenwart.  Adelsheim Leuchtet, Adelsheim[37]
- 2015: My Landscape is your Landscape. Herbert Gerisch-Stiftung, Neumünster[38]
- 2015: Im Zentrum der Welt. Adelsheim Leuchtet, Adelsheim[39]
- 2018: Los muros de Chile. Museo de Arte Contemporáneo (MAC), Santiago de Chile[40][41][42][43][44]
- 2022: Feuerstuhl. Kunsthof Opprechts, Altusried[45]
- 2022: Nacht egal ich hör Lich zapfen. Kakversum, Lich[46]
- 2022: Zwischen den Zeiten. Adelsheim Leuchtet, Adelsheim[47]
- 2023: Walking on Water. Mit Karl Anton Koenigs, Friederike von Stackelberg, Westwendischer Kunstverein, Gartow[48][49]
- 2023: Der Meeresaltar. Mit Karl Anton Koenigs, Lich[50]
- 2023: patio. Kunstverein Neckar-Odenwald, altes Schlachthaus, Mosbach[51]
- 2024: Emergency Exit. Mit Karl Anton Koenigs, Adelsheim Leuchtet, Adelsheim[52]
- 2024: Stimmen der Verantwortung. Mit Karl Anton Koenigs, Justizvollzugsanstalt Adelsheim, Adelsheim

## Filme / Dokumentationen
- 1983: Echtzeit. Regie: Hellmuth Costard, Assistenz[53]
- 1996: Das Wunder von Chile. Regie und Kamera: Hellmuth Costard und Louis von Adelsheim[54]
- 2003: Die rote Kapelle. Regie: Stefan Roloff, Kamera: Louis von Adelsheim
- 2009: Thälmann nimmt Dir Deinen Ball weg. Regie: Manuela Reichart, Kamera und Konzeption: Louis von Adelsheim, Michael Schönborn[55]
- 2011: Borrar el Terremoto. Ein Film zur Förderung der Restaurationsarbeiten des durch das Erdbeben in Chile 2010 zerstörten (MAC) Museo de Arte Contemporeáneo, Santiago de Chile[56]

## Auszeichnungen
- 2012: Beste Internationale Ausstellung – Kritikerpreis Circulo de Criticos de Arte de Chile, für die Ausstellung Movimentos im Museo de Arte Contemporeáneo[57]
- 2018: Beste Internationale Ausstellung – Kritikerpreis Circulo de Criticos de Arte de Chile, zusammen mit Andrea Brandes für die Ausstellung Los Muros de Chile im Museo de Arte Contemporeáneo[58][59][60]